# Barbara Zima
Barbara Zima (* 14. Januar 2000 in Warschau) ist eine polnische Handballspielerin.

## Karriere

### Im Verein
Barbara Zima spielte zunächst bis 2022 für KPR Kobierzyce. Mit Kobierzyce gewann sie 2022 den polnischen Pokal. 2022 wechselte sie zu Zagłębie Lubin. Mit Lubin konnte sie 2023 und 2024 die polnische Meisterschaft und den Pokal gewinnen.

### In Auswahlmannschaften
Mit der polnischen Nationalmannschaft nahm sie an der Weltmeisterschaft 2021 teil. Sie stand im Kader für die Europameisterschaft 2022 und belegte dort mit Polen den 13. Platz. Bei der Weltmeisterschaft 2023, bei der Polen den 16. Platz belegte, warf sie zwei Tore.